# Colégios do Mundo Unido
Os Colégios do Mundo Unido (em inglês: United World Colleges (UWC)) é um movimento internacional composto por dezoito colégios. Fundado durante a Guerra Fria, o Movimento Colégios do Mundo Unido tem como objetivo o entendimento entre as diferentes nações através da educação e da interação entre estudantes de diferentes países, vivendo e trabalhando juntos. Os comités UWC em todo o mundo selecionam estudantes num nível pré-universitário, selecionados por mérito, independentemente de sua situação financeira, etnia, religião ou educação e independentemente da sua possibilidade de pagar (todos os anos existem bolsas de estudo disponíveis para que, sendo selecionados, não tenham condições financeiras para suportar os custos de estudar num UWC).
A organização internacional UWC tem sede no Reino Unido e compreende 18 colégios nos seguintes países: Canadá, Hong Kong, Índia, Itália, Noruega, Singapura, Essuatíni, Estados Unidos, Países Baixos, Costa Rica, China, Armênia, Bósnia e Herzegovina, Reino Unido, Tanzânia, Japão e Alemanha; possui Comitês Nacionais em mais de 150 países, uma rede de mais de 55.000 graduados e um Gabinete Internacional em Londres. Os Colégios do Mundo Unido normalmente aceitam estudantes que têm entre 16 e 18 anos, com exceção dos jovens residentes em Singapura e Essuatíni. Cada UWC costuma possuir entre 200 e 300 estudantes de mais de 80 países diferentes.

## História
O primeiro colégio UWC, o United World College of the Atlantic, localizado em um castelo do século XII, estabelecido em 90 hectares de terras no Vale de Glamorgan, no País de Gales (em Reino Unido), foi fundado em 1962 por Kurt Hahn, um educador alemão que tinha anteriormente fundou Schule Schloss Salem na Alemanha, a Gordonstoun School na Escócia e o movimento Outward Bound.
O Hahn previu um colégio para meninos e meninas de 16 a 20 anos. A seleção seria baseada em motivação pessoal e potencial, independentemente de quaisquer fatores sociais, econômicos ou culturais. Um programa de bolsas de estudos facilitaria o recrutamento de estudantes de diferentes origens econômicas.

## A visão
A UWC acredita que para conseguir paz e um futuro sustentável, os seguintes valores que ela promove são cruciais:
- Acordo intercultural e internacional
- Celebração das diferenças
- Responsabilidade e integridade pessoal
- Responsabilidade e respeito mútuo
- Compaixão e generosidade
- Respeito do meio
- Um sentimento de idealismo
- Autocrítica
- Ação e exemplo próprio

## Nova missão
Através da educação internacional, experiência e serviço em com unidade, os Colégios do Mundo Unido permitem que jovens se tornem cidadãos responsáveis, envolvidos politicamente e bem alertados sobre o meio, seguidores dos ideais da paz e justiça, acordo e cooperação, e a implementação desses ideais através de autocrítica e exemplo próprio.

## Admissões
A entrada em um colégio é baseada no desempenho acadêmico, engajamento pessoal e na maturidade de personalidade do candidato. A vasta maioria de estudantes que estudam em United World Colleges receberam premiações escolares de Comitês Nacionais. O Comitê Nacional da UWC está localizado em cerca de 150 países. Diferentes comités nacionais têm diferentes requisitos e prazos de candidatura, pelo que potenciais candidatos devem em primeiro lugar averiguar se existe um comité nacional UWC no seu país de residência e seguir as instruções para candidatura.
Candidatos a estudarem em um Colégio do Mundo Unido são avaliados pelo Comitê Nacional, sendo que cada um possui um sistema diferente, mas são todos unificados pela missão e visão da UWC. No Egito, por exemplo, os locais são oferecidos com base em um sistema competições nacionais e entrevistas especiais, enquanto no Brasil, Argentina, Reino Unido, Espanha, Alemanha e Itália os candidatos passam dois dias respondendo a uma entrevista, vários jogos e debates. Em Hong Kong, os candidatos serão convocados a participar de um dia em campo no chamado "Dia do Desafio" onde eles serão engajados em diferentes atividades, como debates, aprendendo uma nova língua, grupos de jogos, etc. Os candidatos em etapa final passarão por uma entrevista final ates de serem admitidos oficialmente.
Em Portugal, o processo de candidatura inicia-se com o preenchimento de um formulário de candidatura online pelos candidatos. Após uma primeira triagem, os finalistas participam de um fim de semana de atividades de seleção, onde há também lugar para esclarecimento de dúvidas para pais e encarregados de educação. É também um momento de convívio com ex-alunos para esclarecimento de dúvidas, partilha de informações e experiências. No final, há uma entrevista formal com cada candidato. Todos os candidatos têm de cumprir as 3 fases da selecção (formulário, actividades e entrevista), sendo as últimas duas obrigatoriamente presenciais.

## Os colégios

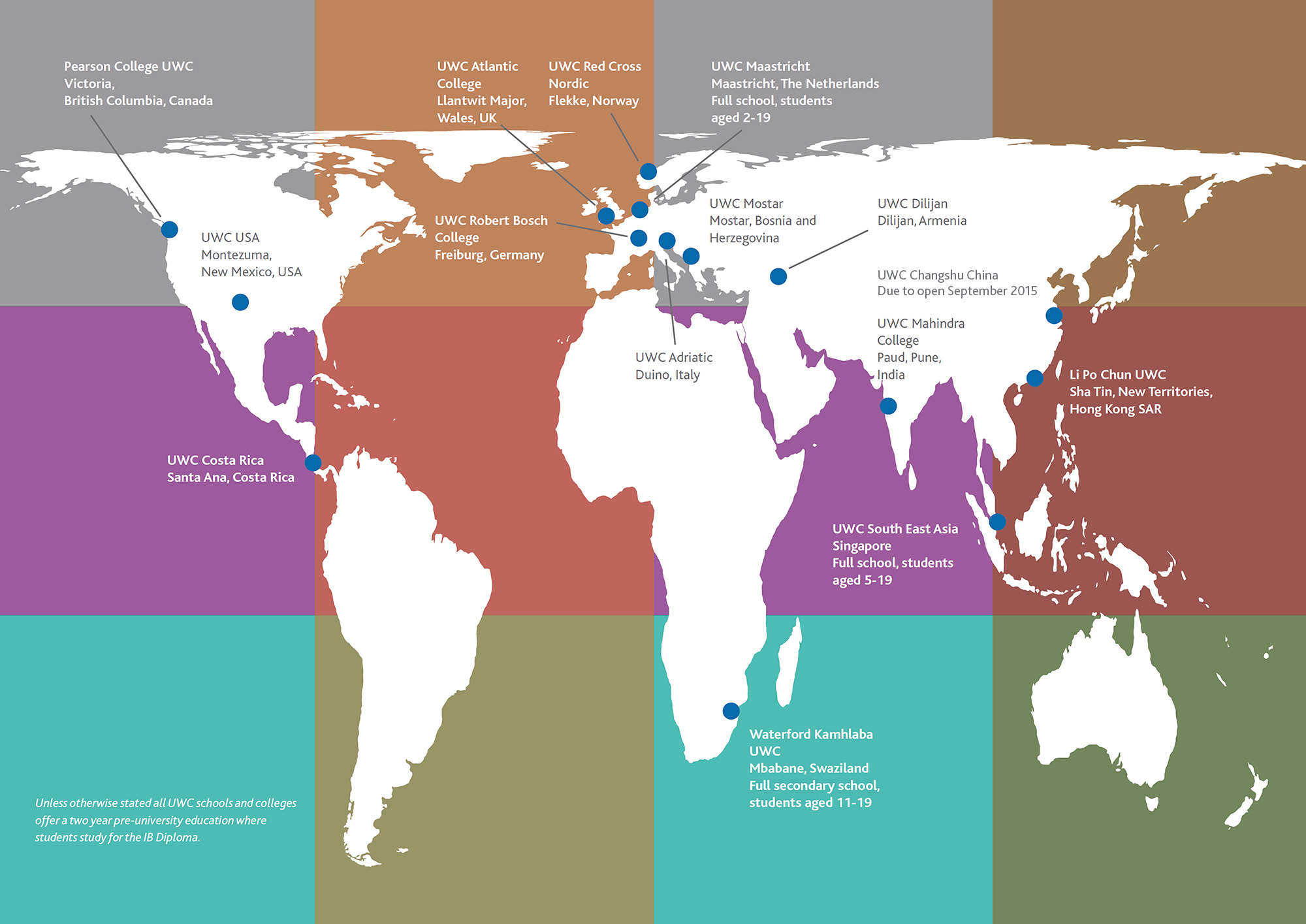
Um mapa com 15 dos 18 Colégios do Mundo Unido

- Atlantic College, United World College in Atlantic (UWCAC) (Gales, Reino Unido) - aberto em 1962
- United World College of South East Asia (UWCSEA) (Singapura) - aberto em 1971
- Lester B. Pearson College|Lester B. Pearson United World College of the Pacific (PCUWC) (Canadá) - aberto em 1974
- Waterford Kamhlaba|Waterford-Kamhlaba United World College of Southern Africa (WKUWCSA) (Essuatíni) - aberto em 1963, torna-se UWC in 1981
- Armand Hammer United World College of the American West (AHUWC) (EUA) - aberto em 1982
- UWC Adriatic (UWCAD) (Duino, Itália) - aberto em 1982
- Li Po Chun United World College (LPCUWC) (Hong Kong) - aberto em 1992
- Red Cross Nordic United World College (RCNUWC) (Noruega) - aberto em 1995
- Mahindra United World College of India (MUWCI) (Índia) - aberto em 1997
- United World College of Costa Rica (UWCCR) (Costa Rica) - antigo "Colegio Internacional SOS Hermann Gmeiner", aberto em Agosto de 2006, em Santa Ana, Costa Rica
- United World College in Mostar (UWCiM) (Bósnia e Herzegovina), aberto em Setembro de 2006 na cidade de Mostar
- United World College Maastricht (UWCM)(Holanda), aberto em 2009
- United World College Robert Bosch College (UWCRBC) (Alemanha), aberto em 2014
- UWC Dilijan College (UWCD), (Arménia), aberto em 2014
- UWC Changshu China, (UWCCSC) aberto em 2015
- UWC ISAK Japão, aberto em 2017
- UWC East Africa, (UWCEA), (Tanzânia) - antigo International School of Moshi, aberto em 2019
- UWC Tailândia, (UWCT) - antigo Phuket International Academy, aberto em 2016

## Short Courses
Os Short Courses tentam dar oportunidade a jovens com igual potencial aos alunos selecionados para frequentarem um dos UWC. Muitas vezes devido à falta de vagas, os comités nacionais viam-se na situação de ter que rejeitar candidatos que teriam muito para oferecer ao movimento e aos outros alunos, por excesso de jovens concorrentes. Assim surgiram os Short Courses. Estes normalmente decorrem no Verão, em diferentes pontos do mundo, mas essencialmente em locais de conflito ou de importância ao nível das relações internacionais, e duram entre duas e três semanas. Durante os cursos os alunos recebem uma espécie de "formação avançada" no conceito que orienta todo o trabalho dos UWC. O resultado são semanas de convívio intenso, muito trabalho (é dada muita ênfase ao serviço comunitário) e amizades que perduram uma vida inteira. Uma experiência que segue os princípios dos United World Colleges em formato reduzido e sem a componente académica. A candidatura aos Short Courses está dependente também dos Comités Nacionais.

## Alumni
- Ian Khama: Presidente do Botswana
- Julie Payette (Canadá/AC): Astronauta canadense
- Anne Enright (Irlanda/PC): Atual vencedora do Prêmio Man Booker
- Jorma Ollila (Finlândia/AC): Antiga Diretora e CEO da Nokia Corporation
- Louise Leakey (Quênia/AC): Paleontologista
- Douglas Alexander (Grã-Bretanha/PC): atual Secretário de Estado para Desenvolvimento Internacional, Reino Unido
- Paulo, Príncipe Herdeiro da Grécia (Grécia/AW) : Príncipe da Grécia e Dinamarca
- Lene Feltman Espersen (Dinamarca/PC): atual Ministro da Justiça, Dinamarca
- Rei Guilherme Alexandre dos Países Baixos (Países Baixos/AC): ex-príncipe herdeiro aparente e desde 2013 rei dos Países Baixos
- Helly Hansen (Noruega/AC): fundador da marca com o mesmo nome, de vestuário e acessório para outdoors.
- Chrystia Freeland (UWC Adriatic), Ministra do Comércio Internacional do Governo do Canadá
- Ghil'ad Zuckermann (UWC Adriatic) (D.Phil. Oxford, Ph.D. Cambridge): linguista, que fez contribuições para revitalização linguística, contacto linguístico e lexicologia.
- Isabel da Bélgica, Duquesa de Brabante (UWC Gales), princesa e herdeira aparente belga
- Alexia dos Países Baixos (UWC Gales), princesa dos Países Baixos e segunda filha do atual rei Guilherme Alexandre
- Leonor, Princesa das Astúrias (UWC Gales), princesa, filha do rei Filipe VI de Espanha e a atual herdeira aparente presuntiva da Espanha